# Syntomodrillia portoricana
Syntomodrillia portoricana é uma espécie de gastrópode do gênero Syntomodrillia, pertencente a família Drilliidae.